# Jan Hanuš (kompozytor)
Jan Hanuš (ur. 2 maja 1915 w Pradze, zm. 30 lipca 2004 tamże) – czeski kompozytor.

## Życiorys
W latach 1932–1940 studiował dyrygenturę u Pavla Dědečka w Konserwatorium Praskim, od 1934 roku pobierał także prywatnie lekcje kompozycji u Otakara Jeremiáša.  Od 1940 roku pracował w praskim wydawnictwie Františka Augustina Urbánka. Był redaktorem wydawnictwa muzycznego Orbis (1949) i Státní Nakladatelství Krásné Literatury, Hudby a Uměni (1955). W latach 1963–1970 pełnił funkcję dyrektora wydawnictwa związku kompozytorów czeskich Panton. Był członkiem komisji wydawniczej dzieł Zdenka Fibicha oraz redaktorem naczelnym edycji dzieł wszystkich Antonína Dvořáka. Należał do organizatorów festiwalu muzycznego Pražské Jaro.
Początkowo uprawiał formy kameralne, w latach 40. zwrócił się w stronę wielkich dzieł orkiestrowych i chóralnych. W swojej twórczości nawiązywał do tradycji czeskiego romantyzmu i muzyki ludowej, stronił od nowatorstwa. Zorkiestrował niedokończone opery Tkalci Zdenka Nejedlego i Balada o lásce Jaroslava Doubravy.
Został odznaczony Medalem za Zasługi I stopnia (1999).

## Wybrane kompozycje
(na podstawie materiałów źródłowych)

### Utwory orkiestrowe
- 7 symfonii (I na alt solo i orkiestrę 1942, II 1951, III 1957, IV 1960, V 1965, VI 1978, VII 1990)
- sinfonietta The Eulogy na sopran i orkiestrę (1945)
- Symfonia koncertująca na organy, harfę, kotły i smyczki (1953–1954)
- fantazja Petr a Lucie (1955)
- Koncert podwójny na obój, harfę i orkiestrę (1965)
- Musica concertante na wiolonczelę, fortepian, instrumenty dęte i perkusję (1969–1970)
- Concerto grosso na orkiestrę dętą (1971)
- Pražská nokturna na orkiestrę kameralną (1972–1973)
- 3 eseje (1975–1976)
- Wariacje i kolaż (1982–1983)
- Koncert-fantazja na wiolonczelę i orkiestrę (1990–1991)

### Utwory kameralne
- Fantazja na kwartet smyczkowy (1939)
- Sonata-rapsodia na wiolonczelę i fortepian (1941)
- Suita podle Mánesových obrazů na skrzypce i fortepian (1948)
- Serenata semplice na nonet (1953, zrewid. 1970)
- Suita dramatica na kwartet smyczkowy (1959)
- Suita domestica na kwintet dęty (1964)
- Concertino na 2 perkusistów i taśmę (1972)
- Sonata seria na skrzypce i perkusję (1974)
- Sonata variata na klarnet (1976)
- Tryptyk liryczny na kwartet smyczkowy (1987–1988)
- Sonata variata a tre na klarnet, perkusję i fortepian (1996)

### Utwory wokalne i wokalno-instrumentalne
- 7 mszy (I 1943, II 1950, III 1954, IV 1959, V 1966, VI 1972–1973, VII 1985)
- Země mluví na sopran, chór męski, chór żeński, chór mieszany i orkiestrę (1940)
- Dva žalmové zpěvy na baryton i orkiestrę (1941)
- Chvalozpěv na sopran i orkiestrę (1945)
- Zpěv naděje na sopran, alt, baryton i orkiestrę (1948)
- Zimni písně na głos i fortepian (1945)
- Česky rok na chór dziecięcy i orkiestrę lub fortepian (1949–1952)
- Pašije podle Matouše na głosy solowe i chór (1977–1978)
- oratorium Ecce Homo (1980)
- Pašije podle Jana na głosy solowe i chór (1982)
- Litanie k Panně na solistów, chór i orkiestrę (1997)

### Opery
- Plameny (1942–1944)
- Sluha dvou pánů (1958)
- Pochodeň Prométhova (1961–1963)
- Pohádka jedné noci (1961–1968)

### Balety
- Sůl nad zlato (1953)
- Othello (1955–1956)
- Labyrint (1981)